# Hiromi Uehara
Hiromi Uehara (上原ひろみ, nascuda el 26 de març en 1979) és una compositora de jazz i pianista nascuda en Hamamatsu, Japó. És coneguda per posseir una tècnica virtuosa, i oferir unes actuacions plenes d'energia, barrejant en les seves composicions, gèneres que van des del jazz, passant pel rock progressiu, la música clàssica i la música de fusió.

## Història
Hiromi va començar aprenent música clàssica a l'edat de sis anys. Quan en tenia vuit, la seva professora de piano Noriko Hakita la va introduir al món del jazz. Quan tenia catorze anys va tocar amb l'Orquestra Filharmònica Txeca. Als disset anys va conèixer Chick Corea de casualitat a Tòquio, el qual la va convidar al concert que tenia l'endemà. Després de treballar com a compositora de jingles durant uns quants anys per a companyies japoneses com Nissan, va ingressar en el Berklee College of Music, a Boston, Massachusetts. Allí, va ser instruïda per Ahmad Jamal, i abans d'acabar la seva graduació ja tenia signat un contracte amb el segell discogràfic de jazz Telarc.
Des de la seva estrena en el 2003, Hiromi ha fet gires per tot el món, i ha aparegut en nombrosos festivals de jazz.

## El trio de Hiromi
El trio de Hiromi inicialment consistia en el baixista Mitch Cohn i el bateria Dave DiCenso. En 2004, va gravar el seu segon àlbum Brain, amb el baixista Tony Grey, antic company de Berklee, i el baterista Martin Valihora.

## Hiromi's Sonicbloom

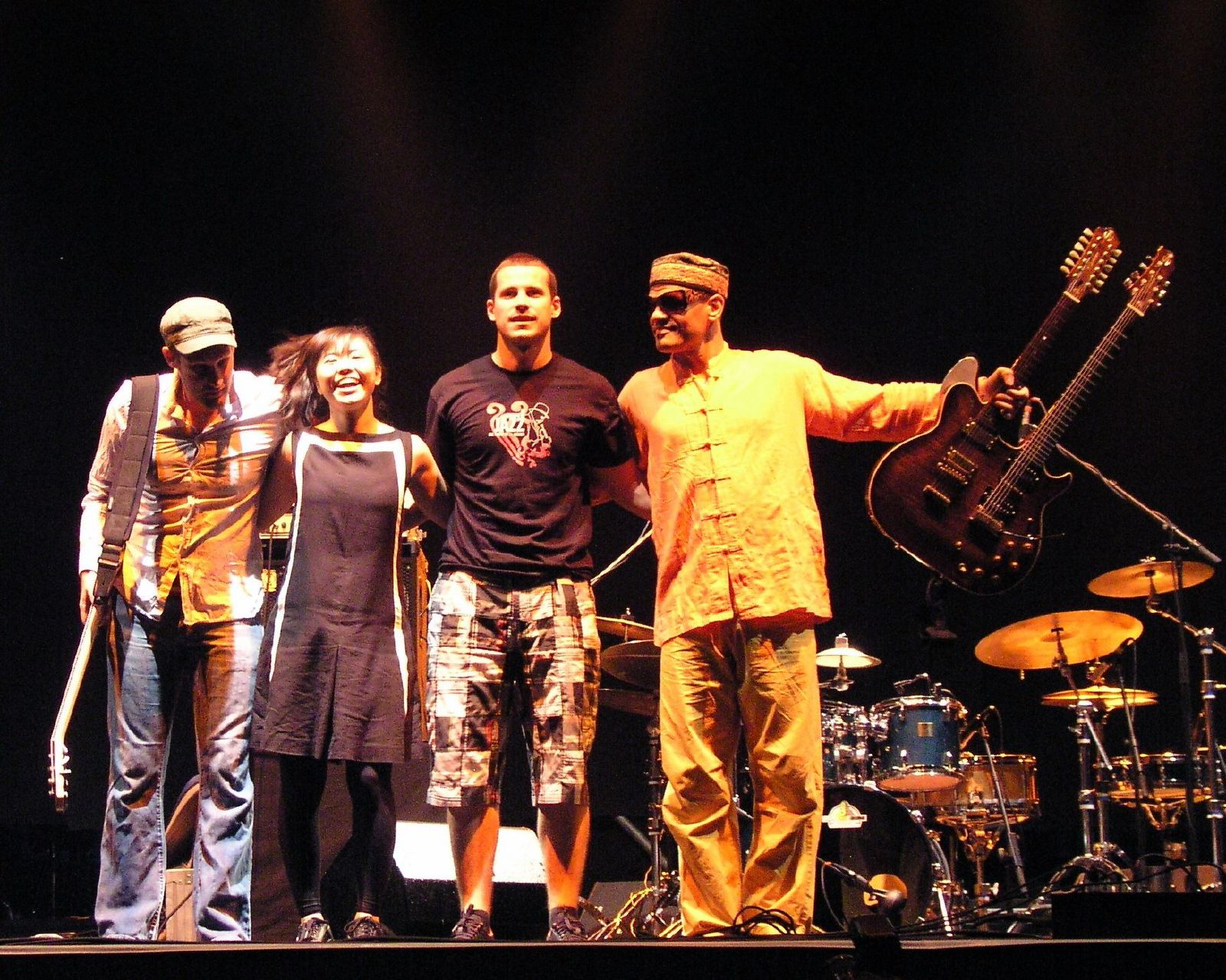
Hiromi's Sonicbloom

El 19 d'octubre de 2006, el trio va afegir a David Fiuczynski al seu conjunt en el Jazz Factory, en Louisville, Kentucky. Des de llavors ha aparegut amb ells en els seus dos últims àlbums, Time Control i Beyond Standard, a més d'acompanyar-los en les gires dels seus concerts.

## The Trio Project
The Trio Project és el nom del nou trio format pel baixista Anthony Jackson i el baterista Simon Phillips, el qual fa el seu debut amb l'àlbum Voice.
En aquest àlbum és notable l'enfocament Jazz Fusió de Jackson combinat amb l'estil progressiu de Phillips.

## Instruments
Hiromi utilitza un piano de cua Yamaha CFIII-S, un Clavia Nord Lead A1 i un Clavia Nord Electro 6D, i -no sempre- un Korg microKORG.

## Discografia
Àlbums d'estudi (com "Hiromi")
- Another Mind (2003)
- Brain (2004)
- Spiral (2005)
- Place to Be (2009)

Àlbums d'estudi (com "Hiromi's Sonicbloom")
- Time Control (2007)
- Beyond Standard (2008)

Àlbums d'estudi (com "The Trio Project")
- Voice (2011)
- Move (2012)
- Alive (2014)
- Spark (2016)

Àlbums en directe
- Duet (2009) Àlbum en directe gravat al costat de Chick Corea en el Tòquio Blue Note.
- Live in Mont-real (2017) Àlbum en directe gravat al costat d'Edmar Castañeda en el Festival de Jazz a Mont-real.

DVDS
- Hiromi Live in Concert (2009, gravat en 2005)
- Hiromi's Sonicbloom Live in Concert (2007)
- Only Live at Blue Note New York (2011)
- Hiromi: Live In Marciac (2012)

Col·laboracions
- Jazz in the Garden (2009) Juntament amb el trio de Stanley Clarke.
- The Stanley Clarke Band (2010)